# Liste des patriarches d'Aquilée

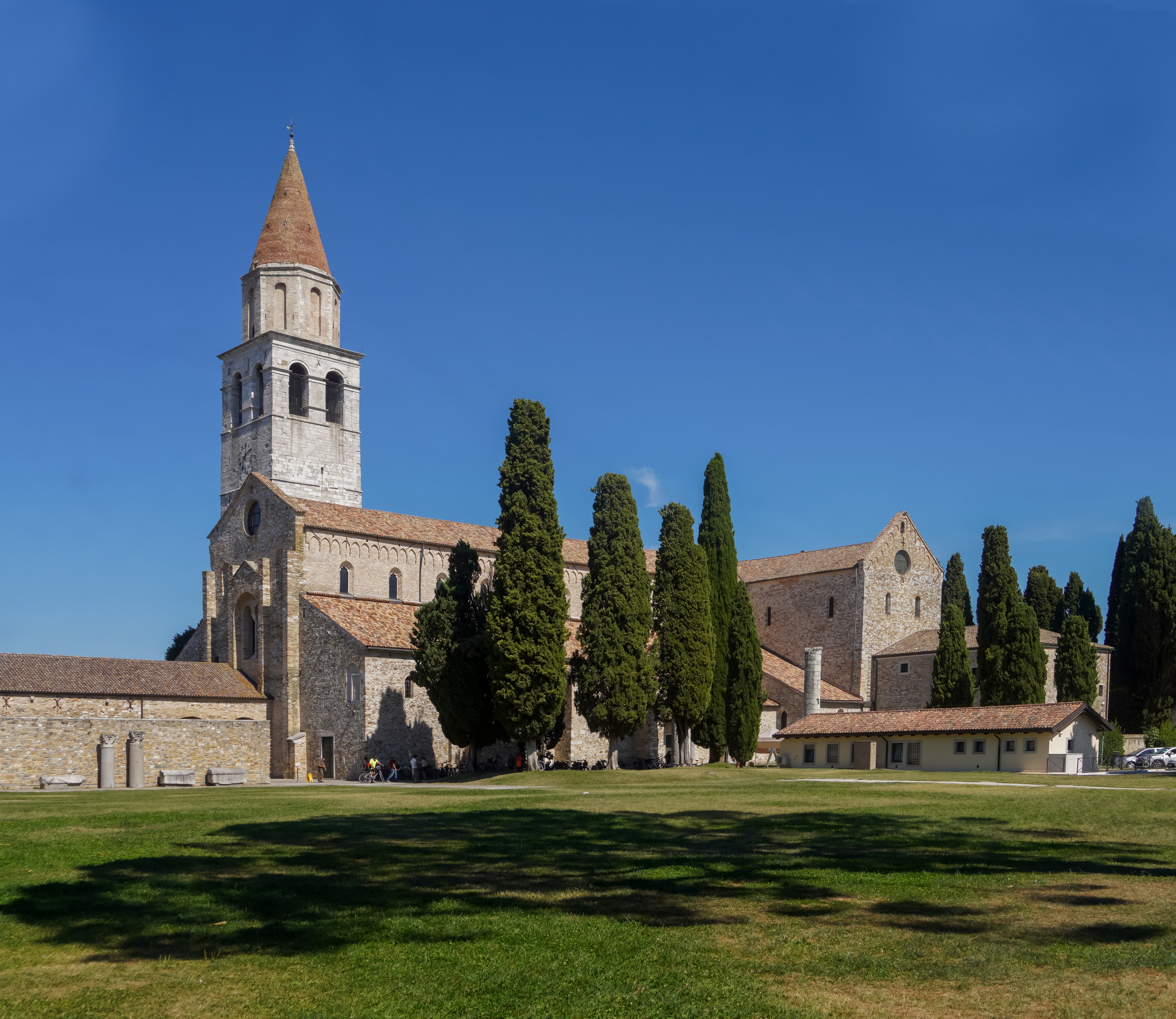
Basilique d'Aquilée.

Cette page contient une liste des évêques et archevêques d'Aquilée. Le patriarcat d’Aquilée étant alors un État ecclésiastique (Hochstift) du Saint-Empire et un archidiocèse de l'Église catholique, les archevêques siégeant à Aquilée puis à Cividale et à Udine avaient pris le titre de patriarche en 558 au moment du schisme des Trois Chapitres et ne se rallient à la papauté jusqu'à la fin de l’hérésie en 698. Pendant la querelle des Investitures, en 1077, Henri IV, roi des Romains, leur octroie le pouvoir temporel dans le Frioul bénéficiant du statut de prince du Saint-Empire, qu'ils gardent jusqu'à la conquête par la république de Venise en 1420.
Le patriarcat est dissout par le pape Benoît XIV en 1751 et l'autorité ecclésiastique est divisée entre les archidiocèses de Gorizia et d'Udine. Le titre de patriarche fusionne alors avec celui de patriarche de Venise.

## Évêques, archevêques et patriarches d'Aquilée

### Évêques
Selon la légende ecclésiastique, Marc l'Évangéliste agissant sur demande de l'apôtre Pierre serait le fondateur de la communauté chrétienne à Aquilée.
1. Hermagoras - Protoépiscope (1er évêque, titre porté jusqu'en 355)
2. Hilaire de Pannonie c. 276-284
3. Chrysogone Ier c. 286-295
4. Chrysogone II  c. 295-308
5. Théodore c. 308-319
6. Agapitos c. 319-332
7. Benoît c. 332-?
8. Fortunatien  c. 343-355

### Archevêques
1. Valérien 369-388, (1er archévêque d'Aquilée - ce titre est porté de 355 à 557)
2. Chromace 388-407
3. Augustin 407-434
4. Adelphos 434-442
5. Maxime Ier 442-444
6. Janvier 444-447
7. Second 451-452
8. Nicétas 454-485
9. Marcellien 485-500
10. Marcellin 500-513
11. Étienne Ier 515-?
12. Macédonios 539-?

### Patriarches
1. Paulin Ier 557-569  (1er patriarche d'Aquilée - ce titre est porté de 558 à 1751)
2. Probinus 569-570
3. Élie 571-586
4. Sévère 586-606
5. Jean Ier 606
6. Marcien 623-628
7. Fortunat 628-663
8. Félix 649-?
9. Jean II 663-?
10. Agathon 679-680 ou 679-?
11. Jean III 680-?
12. Candidien 606-612 (patriarche d'Aquilée-Grado - titre porté de 606 à 698)
13. Épiphane 612-613
14. Cyprien 613-627
15. Primogène 630-648
16. Maxime II 649
17. Étienne II 670-?
18. Christophe 685-?
19. Pierre Ier 698-700 (reprend le titre sans Grado)
20. Sérène 711-723
21. Calixte 726-734 … puis siège vacant de 734 à 772 (depuis 731 le Patriarcat de Grado est séparé d'Aquilée)
22. Sigwald 772-776
23. Paulin II 776-802
24. Orso ou Ursus Ier 802-811
25. Maxent 811-833
26. André 834-844
27. Vénantien 850-?
28. Theutomar 855-?
29. Loup ou Lupus Ier 855-?
30. Walpert 875-899
31. Frédéric Ier 901-922
32. Léon 922-927
33. Orso ou Ursus II 928-931
34. Loup ou Lupus II 932-944
35. Engelfried 944-963
36. Rotwald 963-984
37. Jean IV de Ravenne 984-1017
38. Wolfgang Poppen 1019-1045
39. Eberhardt 1045-1049
40. Gothebald 1049-1063
41. Ravenger 1063-1068
42. Sieghardt de Beilstein 1068-1077
43. Henri 1077-1084
44. Frédéric II de Bohême 1084-1086
45. Ulrich Ier d'Eppenstein 1086-1121
46. Gérard Ier 1122-1128
47. Pilgrim Ier d'Ortenbourg 1130-1161
48. Ulrich II de Treven 1161-1181
49. Gottfried 1182-1194
50. Pilgrim II 1195-1204
51. Wolfgard de Leibrechtskirchen 1204-1218
52. Berthold de Méran 1218-1251
53. Gregorio de Montelongo 1251-1269
54. Philippe Ier de Carinthie 1269-1273
55. Raimondo della Torre 1273-1299
56. Pietro II Gerra 1299-1301
57. Ottobuono of Razzi 1302-1315
58. Cassone della Torre (?-1318), nommé par le pape Jean XXII le 31 décembre 1316 jusqu'à sa mort le 20 août 1318
59. Pagano della Torre 1319-1332
60. Bertrand de Saint-Geniès 1334-1350
61. Nicolas de Luxembourg 1350-1358
62. Ludovic I della Torre 1359-1365
63. Marquard de Randelle 1365-1381
64. Philippe II d'Alençon 1381-1387
65. Jan V Sobieslaw de Moravie 1387-1394
66. Antonio I Caetani 1394-1402
67. Antonio II Panciera 1402-1412
68. Antonio III del Ponte 1409-1418 (fait face de 1409-1412 à un anti-patriarche)
69. Louis de Teck 1412-1435 (Ludovico II ou Ludwig II de Teck)
70. Ludovic III Scarampi-Mezzarota 1439-1465 (en parallèle avec Aleksander Mazowiecki, anti-patriarche de 1439 à 1444)
71. Marco I Barbo 1465-1491
72. Hermelin I Barbaro 1491-1493
73. Niccolo II Donati 1493-1497
74. Domenico Grimani 1498-1517
75. Marino Grimani 1517-1529
76. Marco II Grimani (it) 1529-1533
77. Marino Grimani (2e fois) 1533-1545
78. Giovanni VI Grimani 1545-1550
79. Daniel I Barbaro 1550-1570
80. Alois Justinien 1570-1585
81. Giovanni VI Grimani (2e fois) 1585-1593
82. Francesco Barbaro 1593-1616, abandonne le rite byzantin pour le rite latin
83. Hermelin II Barbaro 1616-1622
84. Antonio IV Grimani (en) 1622-1628
85. Agostino Gradenigo 1628-1629
86. Marco III Gradenigo 1629-1656
87. Jerôme Gradenigo 1656-1657
88. Giovanni VII Delfino (Jean le Dauphin) 1657-1699
89. Dionisio Dolfin (Denis le Dauphin) 1699-1734
90. Daniel II le Dauphin 1734-1751